# Karniewo (Ciechanów)
Pour les articles homonymes, voir Karniewo.
Karniewo (prononciation : [karˈɲevɔ]) est un village polonais de la gmina de Regimin dans le powiat de Ciechanów de la voïvodie de Mazovie dans le centre-est de la Pologne.
Il se situe à environ 3 kilomètres au nord-est de Regimin (siège de la gmina), 10 kilomètres au nord de Ciechanów (siège du powiat) et à 87 kilomètres au nord de Varsovie (capitale de la Pologne).

## Histoire
De 1975 à 1998, le village appartenait administrativement à la voïvodie de Ciechanów.